# Johann Ludwig (Nassau-Hadamar)

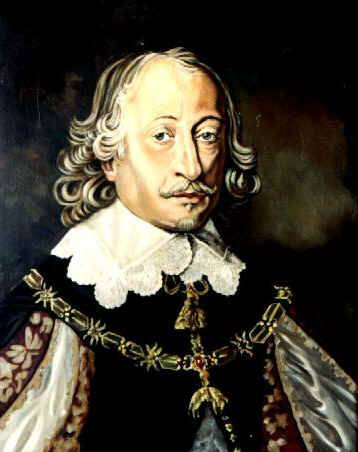
Fürst Johann Ludwig von Nassau-Hadamar

Fürst Johann Ludwig von Nassau-Hadamar (* 12. August 1590 in Dillenburg; † 6. März 1653 in Hadamar) war die bedeutendste Regentenpersönlichkeit im Fürstentum Nassau-Hadamar und vor allem durch seine Verhandlungsführerschaft beim Westfälischen Frieden weit über die Landesgrenzen hinaus bekannt.

## Vorfahren
Johann Ludwig wurde als Sohn des Grafen Johann VI. von Nassau-Dillenburg und dessen dritter Ehefrau Johannetta von Sayn-Wittgenstein (1561–1622) geboren. Nach dem Tod des Vaters am 8. Oktober 1606 wurde am 31. März 1607 dessen Besitz unter seinen zu diesem Zeitpunkt noch lebenden Söhnen aufgeteilt.
Die Söhne aus erster Ehe mit Elisabeth Landgräfin von Leuchtenberg (1537–1579) waren
- Wilhelm Ludwig (1560–1620), Graf von Nassau-Dillenburg, Statthalter von Friesland (Groningen)
- Johann VII. (1561–1623), Graf von Nassau-Siegen
- Georg (1562–1623), Graf von Nassau-Beilstein, ab 1620 Graf von Nassau-Dillenburg
- Ernst Casimir (1573–1632), Graf von Nassau-Dietz und Statthalter von Friesland, Groningen und Drenthe – ein direkter Vorfahre des heutigen niederländischen Königshauses

Johann Ludwig war der jüngste Sohn des Grafen und übernahm Amt und Burg in Hadamar. Da Johann Ludwig zum Zeitpunkt der Erbteilung noch nicht volljährig war, übernahmen Graf Johann von Sayn sowie die Grafen Adolf und Johann Albrecht zu Solms die Vormundschaft. Johann Ludwig begründete die jüngere Linie Nassau-Hadamar der Nassau-Ottonischen Hauptlinie.

## Ausbildung
Zunächst wurde er an der Hofschule in Dillenburg von dem aus Unna stammenden Präzeptor Eberhard Cnopius und an der von seinem Vater gegründeten Hohen Schule in Herborn unterrichtet. Am 7. Juni 1604 reiste er zusammen mit dem Sohn seines Halbbruders Georg von Nassau-Beilstein, seinem Neffen Johann Philipp (1590–1607), nach Sedan und studierte dort an der vom Humanismus geprägten Acadèmie des Exercises, die von Heinrich, dem Herzog von Bouillon und Ehemann von Johann Ludwigs Cousine Elisabeth von Oranien-Nassau, gegründet worden war. Auch Johann Ludwigs Neffe Wilhelm von Nassau-Hilchenbach, ein Sohn seines Halbbruders Johann VII. von Nassau-Siegen, studierte später dort mit seinen beiden Verwandten. Die Akademie mit ihrer bedeutenden Bibliothek und ihren hervorragenden Lehrern hat wohl während seiner Schulzeit den größten Einfluss auf den jungen Studenten ausgeübt. Im Februar 1606 flüchtete Johann Ludwig vor den Truppen des französischen Königs Heinrich IV. aus Sedan. Über Straßburg und Basel gelangten die jungen Grafen am 7. April nach Genf, wo Johann Ludwig an der dortigen Hochschule sein Studium bis zum 29. April 1607 fortsetzte. Durch diese Ausbildung erlangte er eine umfassende Allgemeinbildung und weitete seine Sprachkenntnisse, insbesondere in Latein und Französisch, aus.

## Bildungsreisen
Nach den Studien in Sedan und Genf begann für Johann Ludwig Ende April 1607 die Zeit der Bildungsreisen: Von Genf führte es ihn zunächst nach Frankreich in die Provence, das Languedoc und das souveräne Fürstentum Orange, das damals von seinem Cousin Philipp Wilhelm von Oranien regiert wurde. In Poitiers besuchte er Charlotte Flandrina von Oranien-Nassau, eine Halbschwester Philipp Wilhelms, die dort als Äbtissin das katholische Nonnenkloster Ste-Croix leitete. Am 4. Juli 1607 kam er in Paris an, wo er auch den französischen König Heinrich IV. kennenlernte. Nach neunmonatigem Aufenthalt dort reiste er am 10. April 1608 über die Normandie, die Picardie und Rouen nach Calais, von wo aus er am 22. April 1608 nach Dover übersetzte. Während seines Aufenthalts in London wurde er auch dem englischen König Jakob I. vorgestellt. Zurück auf dem Kontinent besuchte er Flandern, Brabant und Brüssel und war zu Gast bei einem weiteren Cousin, dem Prinzen Moritz von Oranien-Nassau und bei seinem ältesten Bruder Wilhelm Ludwig von Nassau-Dillenburg, der zu dieser Zeit als Statthalter von Friesland fungierte.
Am 13. Mai 1608 war Johann Ludwig zwar wieder in Dillenburg zurück, aber bereits ein knappes Jahr später am 28. April 1609 begann er eine intensive achtmonatige Reise, die ihn jetzt durch viele Gebiete und Städte des damaligen deutschen Reichs führte: Hessen, Westfalen, Braunschweig, Bremen, Stade, Hamburg, das Herzogtum Holstein, Hadersleben, Sonnenberg, Lübeck, das Herzogtum Mecklenburg, das Kurfürstentum Brandenburg, Berlin, Meißen, Dresden, Prag, Wien, Passau, Regensburg, Amberg, Nürnberg und Kassel.
Im Jahr 1610 besuchte Johann Ludwig wieder seinen Verwandten Moritz von Oranien in dessen Heerlager in den Niederlanden. Dort scheint er, ebenso wie bei einem Besuch 1614, aber eher Beobachter der Kämpfe im Rahmen des Achtzigjährigen Krieges denn aktiver Offizier gewesen zu sein.
Erwähnenswert ist auch, dass es ihn im Februar 1614 erneut nach London verschlug, wo er für Moritz von Oranien, in dessen Abwesenheit, vom englischen König Jakob I. den Hosenbandorden entgegennahm.

## Ehe und Nachkommen
Johann Ludwig heiratete am 26. August 1617 in Detmold die am 15. Februar 1598 als Tochter Graf Simon VI. zur Lippe und der Elisabeth von Holstein-Schaumburg geborene Ursula. Sie war eine beim Volk sehr beliebte Regentin, die in 21 Ehejahren ihrem Ehemann 15 Kinder gebar, von denen jedoch fünf bereits im Jahr der Geburt und drei im Alter von ein bis vier Jahren starben. Sie selbst starb am 27. Juli 1638 in Hadamar im Wochenbett.
1. Johanna Elisabeth (* 17. Januar 1619 in Dillenburg; † 2. März 1647 in Harzgerode) – verheiratet ab 10. August 1642 (Bückeburg) mit Fürst Friedrich von Anhalt-Bernburg-Harzgerode
2. Luise (Ludovica) Ursula (* 22. März 1620 in Dillenburg; † 1635 in Hanau)
3. Sophia Magdalena (* 16. Februar 1622 in Hadamar; † 28. Juni 1658 in Dillenburg) – verheiratet ab 25. September 1656 (Hadamar) mit Fürst Ludwig Heinrich von Nassau-Dillenburg (1594–1662)
4. Johann Ludwig (* 29. August 1623 in Hadamar; † 12. Januar 1624 ebenda)
5. Simon Ludwig (* 8. Dezember 1624 in Hadamar; † 28. Februar 1628 ebenda)
6. Moritz Heinrich (* 23. April 1626; † 24. Januar 1679), Nachfolger des Fürsten
7. Hermann Otto (* 3. Dezember 1627 in Hadamar; † 26. Juli 1660 in Frankfurt), Mitglied der Domkapitel in Mainz, Köln und Trier
8. Philipp Ludwig (* 11. Dezember 1628 in Hadamar; † 24. Dezember 1629 ebenda)
9. Anna Katharina (* 27. April 1630 in Hadamar; † 10. Juni 1630 ebenda)
10. Johann Ernst (* 25. Oktober 1631 in Hadamar; † 28. September 1651 ebenda), Soldat
11. – Name nicht bekannt – (* 2. Januar 1633)
12. Anselm Ferdinand (* 4. Januar 1634 in Hadamar; † 3. Mai 1634 ebenda)
13. Johann Ludwig (*/† 7. August 1635 in Hadamar)
14. Franz Bernhard (* 21. September 1637 in Hadamar; † 15. September 1695 ebenda), Dompropst in Köln, Straßburg, Emmerich und Bremen. Nach dem Tod seines Bruders Moritz Heinrich wurde er Vormund und Regent für dessen Sohn Franz Alexander
15. Marie Elisabeth (* 23. Juli 1638 in Hadamar; † 23. Juli 1651 ebenda)

## Bedeutung im Dreißigjährigen Krieg
Als Johann Ludwig 28 Jahre alt war, begann im Jahr 1618 der Dreißigjährige Krieg, der sein Leben und Wirken stark beeinflusste. Mit diplomatischen Verhandlungen, aber auch durch Bestechungen versuchte er, Durchmärsche von Truppen durch seine Grafschaft möglichst zu vermeiden. Durch Einquartierungen von Söldnern, Plünderungen sowie durch die geforderten Naturalabgaben hatten seine Untertanen dennoch erheblich unter Kriegswirren zu leiden. Durch den Krieg hoch verschuldet, musste er 1643 die Esterau an den General Peter Melander von Holzappel veräußern.
Im Verlauf des Krieges fiel er beim Kaiser in Ungnade, da der calvinistisch erzogene Graf zusammen mit seinen Brüdern in Dillenburg und Diez die Ziele der Reformierten unterstützte. Um die Entziehung ihrer Länder durch den Kaiser zu verhindern, sandten die Nassauischen Grafen 1629 zur Vermittlung ihren Bruder Johann Ludwig, der als guter Diplomat galt und auch von Kaiser Ferdinand II. wegen seiner ausgezeichneten Erziehung und Bildung geschätzt wurde, an den kaiserlichen Hof nach Wien. Dort vollzog Johann Ludwig neben dem Wechsel vom calvinistischen zum katholischen Glauben nicht nur ein religiöser Wandel, sondern auch eine politische Wende, die ihn in kaiserliche Dienste treten ließ. 1636 gelang es ihm, einen Teil der kaiserlich besetzten nassauischen Gebiete für Nassau-Hadamar und für seinen Neffen Johann VIII. von Nassau-Siegen zu erwerben.
Von 1638 an trieb er die Verhandlungen zur Beendigung des Krieges in Köln und Münster voran. Dabei nutzte er sein schon in jungen Jahren geschärftes diplomatisches Geschick und verhandelte von 1645 an, neben Maximilian von und zu Trauttmansdorff, als kaiserlicher Bevollmächtigter den Westfälischen Frieden in Münster. Mit Johannes Ludovicus Comes Nassauhe unterschrieb er als Erster den Friedensvertrag.
Seine Frau Ursula starb 1638 im Alter von 40 Jahren, vier Tage nach der Geburt ihres 15. Kindes.
Für seine Bemühungen für das Zustandekommen des Friedens zwischen Spanien und Holland wurde Johann Ludwig 1647 von König Philipp IV. zum Ritter des Goldenen Vlieses ernannt. Als besonderen Dank für seine Verdienste beim Zustandekommen des Westfälischen Friedens im Jahr 1648 wurde er im Jahr 1650 von Kaiser Ferdinand III. in den Fürstenstand erhoben. Zusätzlich erhielt er eine hohe Geldsumme ausgezahlt.
Zur Abrundung seiner Herrschaft erwarb er im Jahr 1649 das Dorf Obertiefenbach von der Grafschaft Wied.
Im Jahr 1650 scheiterte die Kandidatur des inzwischen verwitweten Fürsten auf den Bischofsstuhl von Münster.

## Schloss Hadamar

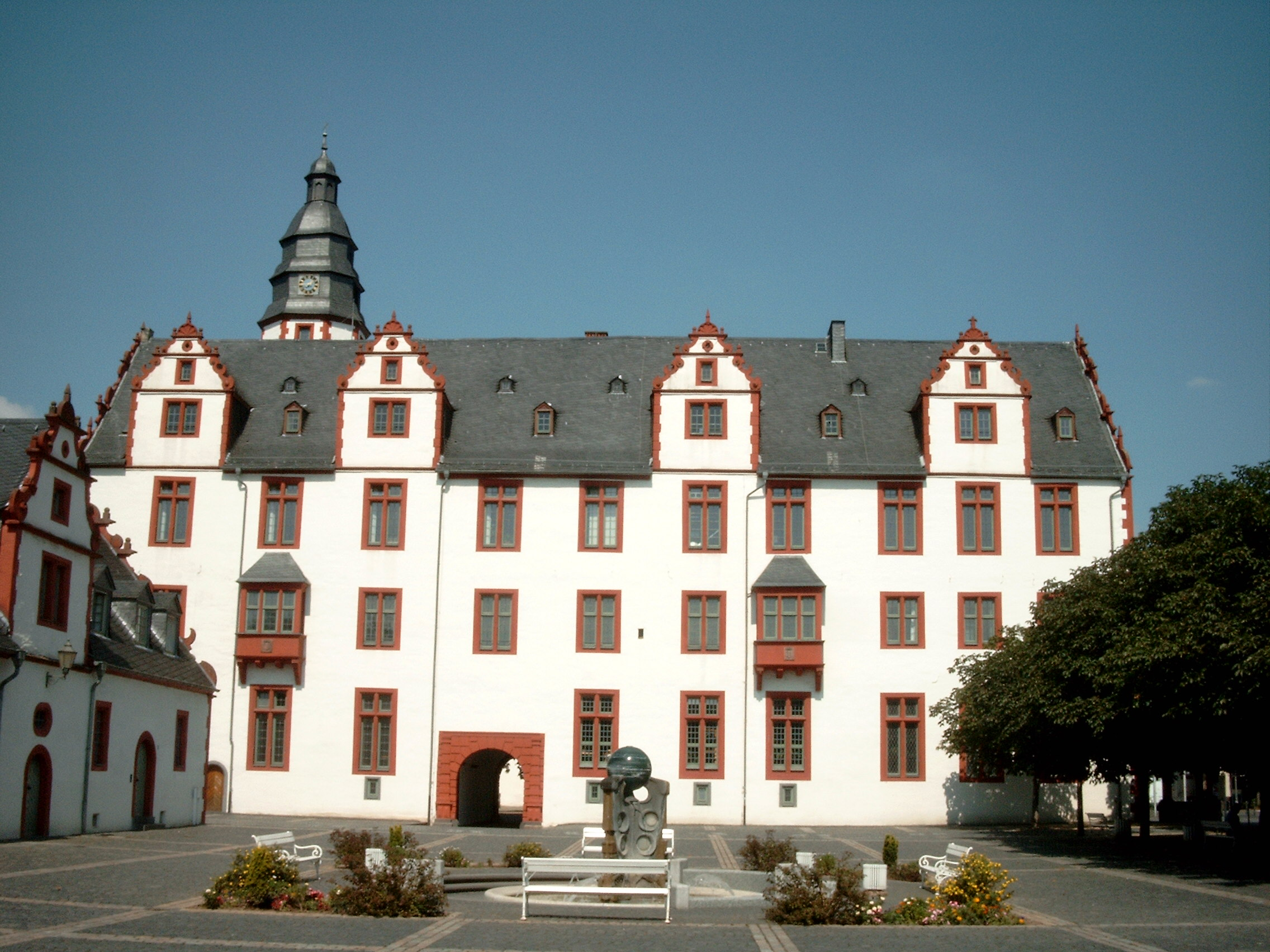
Südflügel des Schlosses Hadamar

In den Jahren 1612 bis 1629 ließ Johann Ludwig die Hadamarer Burg zu einem modernen Schloss umbauen, dessen Gestaltung sicherlich von seinen Reisen in zahlreiche europäische Länder beeinflusst war. Maßgeblich unterstützt wurde er hierbei vom Baumeister Joachim Rumpf aus Hanau. Für den Schlossbau musste er zahlreiche umliegende Grundstücke hinzukaufen, da die Häuser der Stadtbevölkerung nahe der alten Burg angesiedelt waren. Die Umsiedlung der betroffenen Bewohner führte zum Ausbau der Stadt zu einer modernen Residenzstadt.
Die Bauarbeiten am Nord- und Ostflügel wurden bis zur Vermählung mit Gräfin Ursula im Jahr 1617 vollendet. Der Südflügel mit der Schlosskapelle und die Wirtschaftshöfe im Süden des Schlosses wurden bis zum Jahr 1629 fertiggestellt. In den Jahren 1637 bis 1648 ruhten die Bauarbeiten am Schloss aufgrund der diplomatischen Reisen des Grafen.

## Religion
Bei seinem diplomatischen Aufenthalt in Wien konvertierte Graf Johann Ludwig 1629 unter dem Einfluss des kaiserlichen Beichtvaters Lamormaini zum Katholizismus. Bei der Rückkehr leitete er 1630 in seiner Grafschaft eine gemäßigte Gegenreformation ein und teilte den Untertanen mit, dass er nach dem Prinzip des Augsburger Religionsfriedens von 1555 cuius regio, eius religio, der den Landesherren das Recht zusprach, den Glauben ihrer Untertanen zu bestimmen,
beschlossen habe, den Gott und dem Kaiser verhassten Calvinismus aus seinem Lande zu verbannen, uns an dessen Stelle den katholischen Glauben, den sie unbedachtsamer Weise vor 80 Jahre verlassen hätten, in seine Rechte und in seine Kirchen wieder einzusetzen; er rechne dabei ganz auf die Folgsamkeit und Beihilfe seiner Untertanen.
Nach dem Religionsübertritt entstanden in den Folgejahren eine Jesuitenniederlassung (1630), ein Franziskanerkloster (1635) und ein Dominikanerkloster. Johann Ludwig unterstellte die Kirchenorganisation in Nassau-Hadamar nicht dem zuständigen Erzbistum Trier, sondern behielt sich als Landesherr die oberste Entscheidungsgewalt vor. Durch Vermittlung des Kölner Nuntius Fabio Chigi wurde diese Maßnahme mit einem päpstlichen Indult von 1648 bestätigt. Nach langwierigen Verhandlungen zwischen dem Prämonstratenser-Abt in Arnstein und Johann Ludwig gelangten die Jesuiten von Hadamar am 3. Oktober 1652 durch eine Stiftungsurkunde in den Besitz aller Güter des Klosters Beselich.
Die Konversion führte zu erheblichen Auseinandersetzungen mit dem Haus Nassau und der engeren Familie. Insbesondere Johann Ludwigs Bruder Ernst Casimir, seine Lieblingsschwester Anna und seine Ehefrau Ursula äußerten in Briefwechseln ihr deutliches Missfallen. Johann Ludwig stellte seiner Frau frei, den Glaubenswechsel mit zu vollziehen oder ihrem reformierten Glauben treu zu bleiben. Ursula entschied sich für den Calvinismus und erzog auch ihre Töchter nach dem reformierten Glauben. Die Söhne wurden katholisch erzogen.
Johann Ludwig ist verantwortlich für den Ausbau des katholischen Schulwesens in Hadamar. Sein Plan, ein katholisches Gymnasium unter Leitung der Jesuiten zu errichten, wurde erst nach seinem Tod verwirklicht.

## Lebensabend

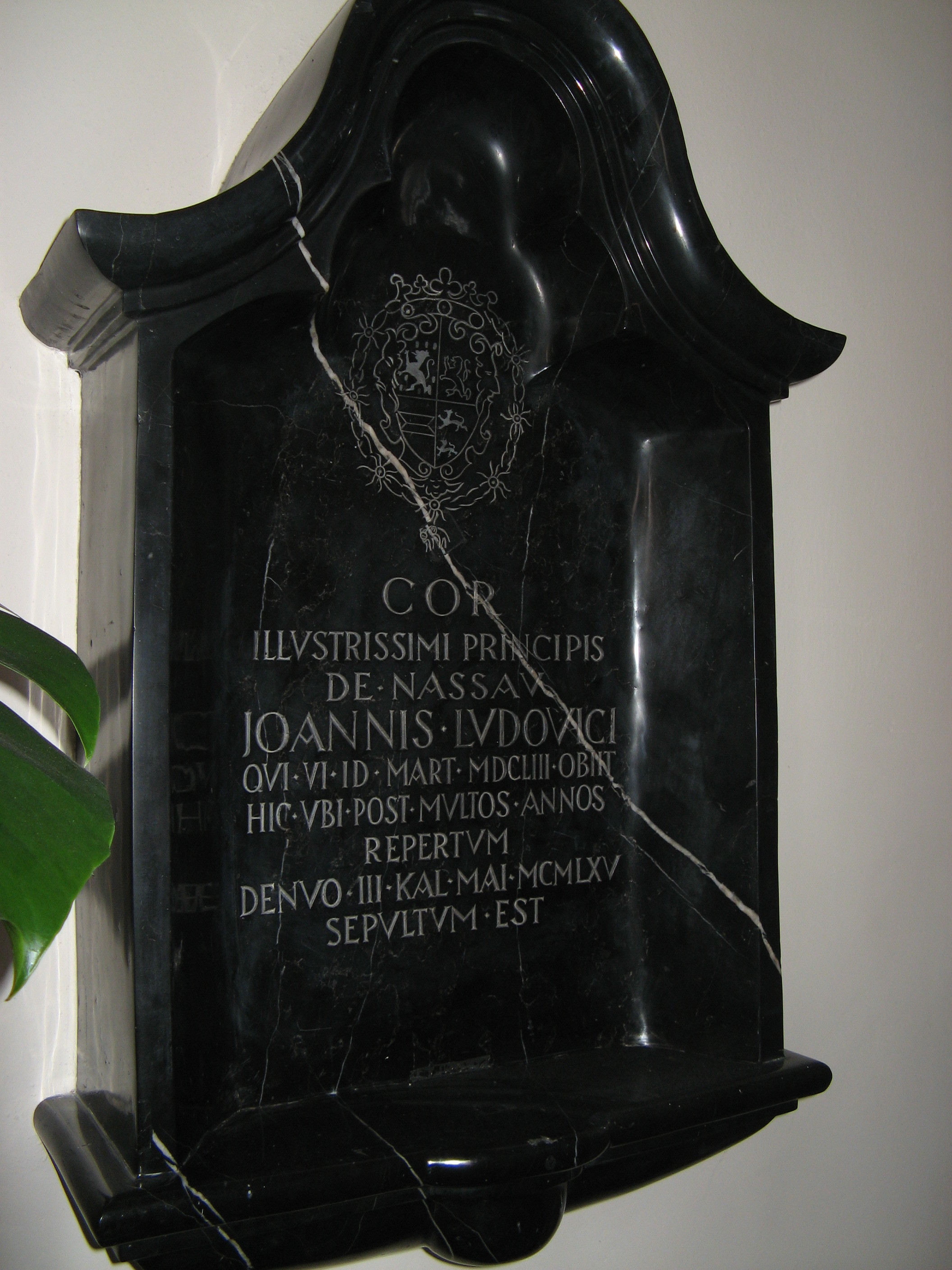
Gedenktafel zur Herzbestattung von Fürst Johann Ludwig von Nassau-Hadamar

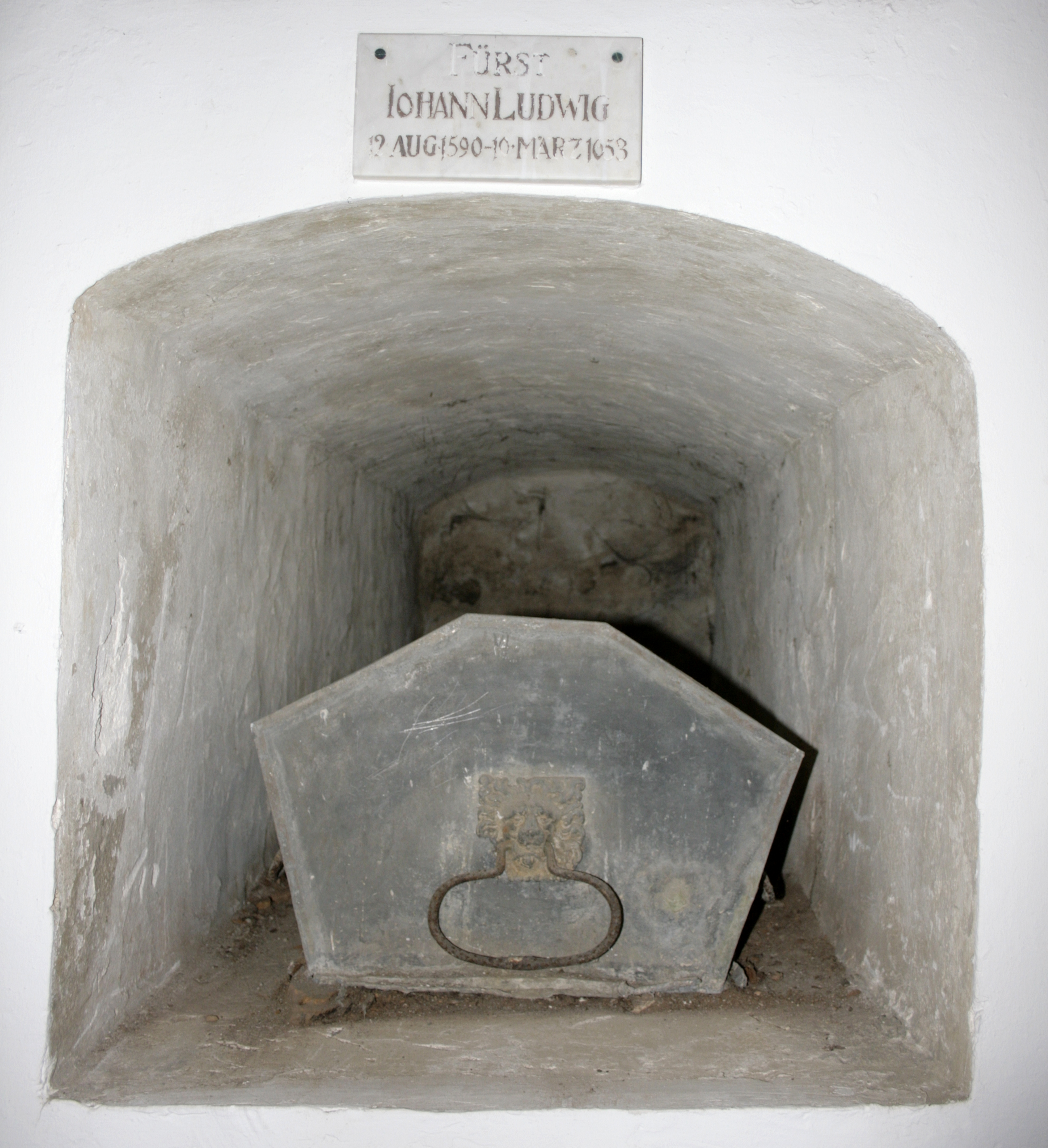
Sarg Johann Ludwigs in der Fürstengruft in Hadamar

Während der Friedensverhandlungen in Münster hatte der Fürst 1648 einen Schlaganfall erlitten und war zeitweilig halbseitig gelähmt. Erst nach seiner Rekonvaleszenz in Bad Ems konnte er seine Tätigkeit als Bevollmächtigter des Kaisers wieder aufnehmen. Jedoch erkrankte er im November 1652 wieder so schwer, dass er bis zu seinem Tod fast ausnahmslos an das Bett gefesselt war.
Der Sarg mit dem Leichnam von Johann Ludwig befindet sich in der Hadamarer Fürstengruft auf dem Mönchsberg. Sein Herz wurde, entsprechend der barocken Frömmigkeit, an dem Ort beigesetzt, an dem sein Herz hing, nämlich im damaligen Jesuitenkloster. Bei Restaurierungsarbeiten an der Stadtkirche im Jahr 1965 wurde der Behälter mit dem Herzen von Bauarbeitern gefunden und dort erneut hinter einer Marmorplatte beigesetzt.

## Sonstiges
Er war Mitglied der Fruchtbringenden Gesellschaft mit dem Gesellschaftsnamen der Erklärende.
Die Fürst-Johann-Ludwig-Schule wurde 1972 nach dem Fürsten benannt. Es handelt sich um eine kooperative Gesamtschule im Hadamarer Stadtteil Niederhadamar mit einem Einzugsgebiet, das auch die umliegenden Kommunen umfasst.